# Les Bannis de la Sierra

Les Bannis de la sierra (The Outcasts of Poker Flat) est un western américain réalisé en 1952 par Joseph M. Newman

## Synopsis
Ryker et sa bande dévalisent la banque de la petite ville de Poker Flat. Des coups de feu sont échangés, Ryker seul rescapé s'enfuit avec un cheval préparé par Cal, sa compagne à qui il confie le butin. Les habitants de la ville décident alors de se débarrasser de tous les asociaux de la ville et expulsent, un joueur de poker, John Oakhurst, une prostituée (la duchesse), un alcoolique et la compagne de Ryker.
Pris dans une tempête de neige le petit groupe se réfugie dans une cabane, ils sont bientôt rejoints par un couple dont la femme est enceinte. Les chevaux s'enfuient et la nourriture et rare. La cheminée tire mal et John est obligé de caler une pierre avec son revolver pour libérer le conduit.
Arrive ensuite Ryker qui terrorise tout le monde, alors que Jake, le mari de la femme enceinte est parti à pied chercher du secours.
Après des heures d'angoisse et d'affrontements où le petit groupe devra affronter la violence de Ryker, et Cal sa jalousie, une petite troupe venue de la ville s'approchera. Dans la confusion, la duchesse et l'alcoolique se feront tuer par Ryker, tandis que John cherchera à combattre Ryker. Il y parviendra très difficilement et l'étouffera dans la neige.
Aux abords de la ville, Cal et John décident de partir ensemble

## Fiche technique
- Titre français : Les Bannis de la sierra
- Titre original : The Outcasts of Poker Flat
- Réalisateur : Joseph M. Newman
- Scénario : Edmund H. North d'après une nouvelle de Bret Harte
- Musique : Hugo Friedhofer
- Photographie : Joseph LaShelle
- Compagnie : 20th Century Fox
- Date de sortie : 
  - États-Unis : 16 mai 1952
- Durée : 81 minutes
- Langue : Anglais

## Distribution
- Anne Baxter : Cal
- Dale Robertson : John Oakhurst
- Miriam Hopkins : La duchesse
- Cameron Mitchell : Ryker
- Craig Hill : Tom Dakin
- Barbara Bates : Piney Wilson, la femme enceinte
- William H. Lynn : Jake Watterson
- Dick Rich : l'alcoolique